# CA Immo Deutschland
Die CA Immo Deutschland GmbH (bis 2011 Vivico Real Estate GmbH) ist eine Immobiliengesellschaft. Die Gesellschaft wurde 2001 vom Bund unter dem Namen Vivico gegründet, um über einen späteren Verkauf der Gesellschaft Liegenschaften aus ehemaligen Eisenbahnbeständen ertragsoptimal zu veräußern. Seit Dezember 2007 gehört das Unternehmen zum österreichischen Immobilienunternehmen CA Immo. CA Immo ist ein auf moderne Büroimmobilien spezialisierter Investor, Manager und Entwickler in den Metropol-Städten Deutschlands, Österreichs und Zentraleuropas. Das Unternehmen deckt die gesamte Wertschöpfungskette im Bereich Gewerbeimmobilien ab. Die 1987 gegründete CA Immo ist im ATX der Wiener Börse gelistet und verfügt über ein Immobilienvermögen von rund 6,5 Mrd. € (per 30. September 2022) in Deutschland, Österreich und CEE.

## Geschäftsfelder
Die CA Immo Deutschland GmbH ist in den Geschäftsfeldern Asset Management, Development und Investment Management aktiv.

## Gesellschafter
Von der Unternehmensgründung im Jahr 2001 bis Dezember 2007 waren die Eigentümer der früheren Vivico das Bundeseisenbahnvermögen (94,99 %) und die Bundesrepublik Deutschland (5,01 %).
Danach wurde das Unternehmen für € 1,03 Mrd. an die österreichische börsennotierte Gesellschaft CA Immo verkauft.

## Hintergrund
Im Rahmen der deutschen Wiedervereinigung wurden Deutsche Reichsbahn und Deutsche Bundesbahn zur Deutschen Bahn AG fusioniert. Im Gegenzug für eine Teiltilgung von Schulden der beiden Bahnen und für Investitionen in Infrastrukturmaßnahmen übertrug die Deutsche Bahn AG dem Bund eine Vielzahl von Liegenschaften, die für den eigentlichen Bahnbetrieb nicht notwendig waren. Diese Immobilien wurden in ein Sondervermögen des Bundes, das Bundeseisenbahnvermögen, eingebracht.
Hervorgegangen ist Vivico aus der Eisenbahnimmobilien Management GmbH (EIM). Diese war 1996 im Rahmen der Bahnreform gegründet worden. Zu dieser Zeit waren rund 3.000 ehemalige Bahn-Liegenschaften beim Bund verblieben. Auftrag der EIM war es, diese in einem Zeitraum von 15 Jahren zu verkaufen. Nach dem Verkauf von etwa 1.000 Liegenschaften zeigte sich, dass die angestrebten Erträge im Rahmen eines reinen Verwertungsauftrages nicht zu erzielen waren. Zudem hätte der Verkauf größerer Flächen die Aufnahmefähigkeit örtlicher Märkte überfordern können.
Im Jahre 2001 wurde deshalb die Vivico Real Estate GmbH gegründet. Statt durch den Verkauf einzelner Liegenschaften – so das neue Geschäftsmodell – erzielt der Bund seine Erlöse durch den Aufbau eines Unternehmenswertes und durch die anschließende Privatisierung. Seit 2011 firmiert die damalige Vivico Real Estate GmbH unter dem Namen CA Immo Deutschland GmbH. Sie verfügt über Niederlassungen in Berlin, Frankfurt am Main und München. Zudem ist sie Gesellschafterin der auf Baumanagement spezialisierten Firma omnicon Gesellschaft für innovatives Bauen mbH.

## Privatisierung
Nach einer Sondierungsphase im Jahr 2005 riet die mit der Privatisierung beauftragte Investmentbank Sal. Oppenheim zu einer Zerschlagung der Gesellschaft, was die Eigentümer von Vivico ablehnten. Sie beschlossen im Jahr 2007, den Verkauf von Vivico unter der Federführung von Sal. Oppenheim einzuleiten. Von einem Börsengang der Gesellschaft riet Sal. Oppenheim ab. Es wurde ein Bieterverfahren zum Verkauf der Gesellschaft durchgeführt, das am 4. Dezember 2007 mit dem Verkauf an die österreichische CA Immo abgeschlossen wurde. Der Verkauf wurde am 28. Dezember 2007 nach der Zustimmung durch die österreichische Wettbewerbsbehörde und einer besonderen Genehmigung des Bundesfinanzministeriums rechtskräftig. Seit 2011 firmiert die Gesellschaft unter dem Namen CA Immo Deutschland GmbH.

## Immobilien
CA Immo Deutschland verfügt in den großen Städten Deutschlands (u. a. Berlin, Düsseldorf, Frankfurt, München) über zahlreiche Bürogebäude in zentraler Innenstadtlage. Viele der Gebäude hat CA Immo selbst entwickelt und realisiert, andere am Markt erworben. Zu den bekanntesten Gebäuden gehören in Berlin der Tour Total und das John F. Kennedy Haus, in Frankfurt das Büro- und Hotelhochhaus ONE, der Tower 185 und das Skyline Plaza sowie in München der Skygarden, das NEO und das Kontorhaus.
Neben der Bestandshaltung und Realisierung von Büroimmobilien konzentriert sich die CA Immo Deutschland auf die Entwicklung von urbanen, gemischt genutzten Stadtquartieren. Hierbei handelt es sich um großflächige, vormals industriell genutzte innerstädtische Areale. Dazu zählen u. a. in München die Quartiere Arnulfpark und Baumklirchen Mitte, in Düsseldorf der BelsenPark, in Berlin die Europacity, in Frankfurt das Europaviertel, in Mainz der Zollhafen und in Regensburg das Marina Quartier.